# Судогодский уезд
Судого́дский уе́зд — административная единица во Владимирской губернии Российской империи и РСФСР, существовавшая в 1778—1926 годах. Уездный город — Судогда.

## География
Уезд был расположен в центральной части Владимирской губернии. Граничил на севере с Владимирским и Ковровским уездами, на востоке с Вязниковским, на юге с Меленковским и Муромским, на западе с Покровским, а также с Московской губернией на юго-западе. Занимал площадь в 5 803,8 км² (5 099,9 вёрст²).
Располагался на части территорий современных Судогодского, Собинского, Гусь-Хрустального, Ковровского, Вязниковского и Селивановского районов Владимирской области, Шатурского района Московской области.
Из рек, пересекающих Судогодский уезд, наиболее значительны Поля и Бужа, несущие красно-бурую воду болот, которыми они питаются; Судогда, Колпь, Ушна.

## История
Уезд был образован в 1778 году в составе Владимирского насместничества. В 1796 году при преобразовании наместничеств в губернии вошёл в состав в Владимирской губернии.
В первой половине XIX века в уезде начинается промышленный подъём, вызванный запретом властей открывать промышленные предприятия ближе 200 километров от Москвы. Купец второй гильдии Ф. Л. Безбородов основывает в 1858 году Болотский завод (впоследствии стеклозавод Богатырь). В 1870 году стекольное производство при деревне Баркино заводит коллежский асессор А. Я. Белтов, получившее название Богословский хрустальный завод, вокруг которого вырос посёлок Красный Куст. При селе Мошок появился стекольный завод Т. Е. Садовникова. Заготовку древесины на промышленной основе организовал владелец усадьбы в сельце Муромцево В. С. Храповицкий. В 1888 году построена первая паровая лесопилка. На доходы от лесопромышленного производства им была выстроена в 1884—1906 годы в Муромцеве уникальная для средней полосы России усадьба в неоготическом стиле.
В 1866 году в деревне Петровой Судогодского уезда возникла секта Белоризцев.
В 1926 году уезд был упразднен, его территория вошла в состав Муромского, Владимирского, Ковровского и вновь образованного Гусевского уездов.

## Население
Население уезда в 1859 году — 76 516 человек. По переписи 1897 года в уезде было 96 798 жителей (43 805 мужчин и 52 993 женщины).

## Административное деление
В 1890 году в состав уезда входило 14 волостей
| № п/п | Волость             | Волостное правление  | Число селений | Население |
| ----- | ------------------- | -------------------- | ------------- | --------- |
| 1     | Авдотьинская        | с. Александрово      | 60            | 5312      |
| 2     | Бережковская        | д. Бережки           | 36            | 5531      |
| 3     | Березниковская      | д. Березники         | 31            | 5155      |
| 4     | Больше-Григоровская | д. Большое Григорово | 57            | 10091     |
| 5     | Воскресенская       | с. Воскресенское     | 76            | 9266      |
| 6     | Даниловская         | д. Поддол            | 47            | 7730      |
| 7     | Замаричская         | д. Сеньково          | 24            | 3835      |
| 8     | Ликинская           | с. Ликино            | 13            | 1948      |
| 9     | Милиновская         | с. Милиново          | 8             | 3992      |
| 10    | Моругинская         | д. Арсамаки          | 30            | 3640      |
| 11    | Мошенская           | с. Мошок             | 27            | 5341      |
| 12    | Смолинская          | с. Смолино           | 19            | 4271      |
| 13    | Тучковская          | с. Тучково           | 22            | 4888      |
| 14    | Ягодинская          | д. Ягодино           | 19            | 3550      |

К 1898 году в составе уезда осталось 13 волостей, была упразднена Замаричская волость (вошла в состав Тучковской). Волостное правление Даниловской волости перенесено в село Спас-Чамерево, Ягодинской волости — в село Арефино.

## Населённые пункты
В 1859 году наиболее крупные населённые пункты:
- Судогда (2416 чел.)
- Мошок (1241 чел.)
- Пустоша (785 чел.)
- Кондряево (752 чел.)

По переписи 1897 года наиболее крупные населённые пункты уезда:
| - город Судогда – 3182 чел.; - с. Мошок – 1828 чел.; - Уршельский хрустальный завод – 1791 чел.; - с. Пустоша (Гридино) – 1090 чел.; - д. Кондряево – 915 чел.; - Воковский хрустальный завод – 812 чел.; - с. Картмазово – 679 чел.; - с. Ликино – 671 чел.; - с. Милиново – 664 чел.; - с. Арефино (Тихоново) – 662 чел.; | - фабр. пос. Иванищи – 657 чел.; - сельцо Новлянское - 640 чел.; - Тасовский хрустальный завод – 636 чел.; - Горбатовская писчебумажная фабрика – 625 чел.; - д. Даниловка - 632 чел.; - д. Ларинская – 605 чел.; - Вознесенский хрустальный завод – 572 чел.; - д. Мызино – 561 чел.; - Дубасовский хрустальный завод – 556 чел.; - д. Бахтино – 513 чел.; | - д. Дорофеево – 511 чел.; - д. Поповичи – 510 чел.; - с. Смолино – 509 чел. |

## Экономика
В 1899 году в уезде было 9 заводов для выделки стекла или бутылок на 1020 рабочих и 10 заводов для выделки хрустальной посуды на 2139 рабочих. Немало крестьян занимались шлифовкой посуды у себя на дому, кустарным способом. Помимо выше перечисленных предприятий в уезде располагались:
- 1 писчебумажная фабрика на 405 рабочих;
- 7 лесопильных заводов;
- 1 полотняно-бумажноткацкая фабрика;
- 6 ткацких светелок.

Несколько контор занимались раздачей пряжи для ручного кустарного ткачества, сильно распространенного в уезде. Развитию фабричной и заводской промышленности, особенно стеклянной, способствовали природные богатства региона, в том числе густой качественный лес, месторождения огнеупорной глины, извести и пригодного для стекловарения песка.